# Fred S. Keller
Fred Simmons Keller (Rural Groove, Nova Iorque, 2 de janeiro de 1899 - Chapel Hill, Carolina do Norte, 2 de fevereiro de 1996) foi um psicólogo estadunidense. Keller foi um pioneiro na área de Psicologia Experimental. Estudou com Burrhus Frederic Skinner em Harvard e se tornaram amigos.  Praticante da Análise do Comportamento, foi também um dos principais responsáveis pela introdução dessa abordagem psicológica no Brasil, por ocasião de sua passagem pela Universidade de São Paulo, a convite do professor Paulo Sawaya e por intermédio de sua ex-aluna Myrthes Rodrigues do Prado. 
Keller também foi responsável pelo desenvolvimento do Personalised System of Instruction (PSI), ou Keller Plan. Lecionou por 26 anos na Universidade Columbia, além de ter passagens pela Universidade de São Paulo e pela Universidade de Brasília. 
Sua última passagem pelo Brasil foi no ano de 1994, dois anos antes de sua morte, onde foi convidado especial de uma reunião realizada pela Associação Brasileira de Psicoterapia e Medicina Comportamental - ABPMC.